# Joly Braga Santos
José Manuel Joly Braga Santos (* 14. Mai 1924 in Lissabon; † 18. Juli 1988 ebenda) war ein portugiesischer Komponist und Dirigent.

## Leben
Braga Santos studierte Violine und Komposition am Nationalkonservatorium in Lissabon und wurde Schüler von Luís de Freitas Branco (1890–1955), dem damals führenden portugiesischen Komponisten. Vier in rascher Folge komponierte Sinfonien (1947–1950) wurden erfolgreich aufgeführt und machten Braga Santos’ Namen auch international bekannt. Hierzu trug bei, dass der portugiesische Dirigent Pedro de Freitas Branco, Bruder von Luís de Freitas Branco, Dirigent und Gründer des Portugiesischen Radiosinfonieorchesters Lissabon, sich auf Konzertreisen in Europa für das Werk von Santos einsetzte.
Im Alter von 29 Jahren begann Braga Santos mit Dirigierstudien bei Hermann Scherchen in Österreich, und weiteren Kompositionsstudien in Italien bei Virgilio Mortari.
Joly Braga Santos lehrte später selbst Komposition am Nationalkonservatorium Lissabon und dirigierte außerdem das Sinfonieorchester in Porto. Als Kritiker und Journalist schrieb er für verschiedene portugiesische und ausländische Zeitungen und Zeitschriften.
1977 wurde Joly Braga Santos mit dem portugiesischen Ordem de Sant'Iago da Espada ausgezeichnet. Er verstarb im Juli 1988 an einem Schlaganfall.

## Werk
Joly Braga Santos gilt als bedeutendster portugiesischer Komponist des 20. Jahrhunderts. Nach eigenen Worten wollte er "auf die in der vorigen Generation dominierende Tendenz reagieren, die den Monumentalismus in der Musik ablehnte", was er unter anderem mit sechs glänzend instrumentierten Sinfonien belegte.
Die ersten vier Sinfonien stehen in spätromantischer Tradition, zeigen aber auch Einflüsse des Impressionismus. Modale Themenbildungen erinnern zuweilen an Respighi oder Vaughan Williams. Vorbilder der oft eingängigen Melodik finden sich auch in der italienischen Oper und der spätromantischen russischen Sinfonik. Ab etwa 1960 nahm Braga Santos’ Stil vermehrt Einflüsse zeitgenössischer Strömungen auf und wurde deutlich chromatischer und dissonanter. Dies gilt auch für die beiden letzten Sinfonien.
Braga Santos schrieb außerdem drei Opern, Kammermusik in verschiedener Besetzung sowie Chorwerke auf Texte klassischer und zeitgenössischer portugiesischer und spanischer Dichter, wie Luís de Camões, Antero de Quental, Teixeira de Pascoaes, Fernando Pessoa, Garcilaso de la Vega, Antonio Machado und Rosalía de Castro.

## Sonstiges
2004 erhielt die Aufnahme der 4. Sinfonie von Joly Braga Santos mit dem National Symphony Orchestra of Ireland unter Álvaro Cassutto (erschienen beim Label Naxos/Marco Polo) den Cannes Classical Award in der Kategorie CD-Premiere.

## Chronologie der wichtigsten Werke
- 1942: Nocturne für Violine und Klavier
- 1943: Vier Lieder auf Gedichte von Fernando Pessoa für Sopran und Klavier
- 1943: Aria I für Cello und Klavier
- 1944: Siciliana für Klavier
- 1945: Drei Sonette nach Camões für Mezzosopran (Bariton) und Klavier (später orchestriert)
- 1945: 1. Streichquartett d-moll
- 1945: Acordando Sonett nach Antero de Quental für Mezzosopran und Orchester
- 1946: Sinfonische Ouvertüre Nr. 1
- 1947: 1. Sinfonie D-Dur "Den Helden und Märtyrern des Zweiten Weltkriegs"
- 1947: Sinfonische Ouvertüre Nr. 2 E-Dur
- 1947: Nocturne für Streicher h-moll
- 1948: 2. Sinfonie h-moll
- 1948: Elegie für Vianna da Motta f. Orchester
- 1949: 3. Sinfonie c-moll
- 1950: 4. Sinfonie e-moll
- 1951: Concerto für Streicher in D
- 1951: Variationen über ein Thema aus dem Alentejo f. Orchester
- 1954: Symphonische Ouvertüre Nr. 3
- 1957: Klavierquartett
- 1957: 2. Streichquartett
- 1958: Mérope, Oper in 3 Akten
- 1960: Konzert für Viola
- 1960: Divertimento I f. Orchester
- 1962: Three Symphonic Sketches
- 1963: Sinfonietta für Streichorchester
- 1964: Requiem "In memoriam of Pedro de Freitas Branco"
- 1966: 5. Sinfonie ("Virtus Lusitaniae")
- 1967: Variationen für Orchester
- 1967: Encruzilhada, Ballett
- 1968: Konzert für Violine, Cello, Streicher und Harfe
- 1970: Trilogia das Barcas, Oper
- 1972: 6. Sinfonie
- 1973: Klavierkonzert
- 1974: Chorstücke auf klassische kastilische Gedichte f. Chor a cappella
- 1975: 2 Motetten f. Chor a cappella
- 1977: Aria II für Cello und Klavier
- 1978: Divertimento II für Streichorchester
- 1982: Cantares Gallegos für Sopran und Orchester auf Gedichte von Rosalía de Castro
- 1984: Aria a Tre für Klarinette, Viola und Klavier
- 1984: Tanzsuite für Klavier, Viola, Oboe und Bass
- 1985: Trio für Klavier, Violine und Cello
- 1985: Suite für Bläser
- 1986: Streichsextett
- 1987: Cellokonzert
- 1988: Aquella Tarde auf ein Gedicht von António Machado, für Sopran (Tenor) und Orchester
- 1988: Staccato Brilhante für Orchester
- 1988: Improviso für Klarinette und Klavier (letztes Werk)